# Серкелвил (Охајо)
Серкелвил (енгл. Circleville) град је у америчкој савезној држави Охајо.

## Демографија
По попису из 2010. године број становника је 13.314, што је 171 (-1,3%) становника мање него 2000. године.
| Група             | 2000.          | 2010.          |
| Белци             | 12.788 (94,8%) | 12.611 (94,7%) |
| Афроамериканци    | 342 (2,5%)     | 257 (1,9%)     |
| Азијати           | 66 (0,5%)      | 54 (0,4%)      |
| Хиспаноамериканци | 111 (0,8%)     | 142 (1,1%)     |
| Укупно            | 13.485         | 13.314         |